# Paramicroplus castaneus
Paramicroplus castaneus är en skalbaggsart som beskrevs av Blanchard 1850. Paramicroplus castaneus ingår i släktet Paramicroplus och familjen Melolonthidae. Inga underarter finns listade i Catalogue of Life.